# あずさ2号
「あずさ2号」（あずさにごう）は、1977年3月25日に発売された狩人のデビューシングル。

## 解説
都会での愛する人との暮らしに終止符を打ち、新しい恋人と新宿駅で特急「あずさ2号」に乗って信州へ旅立とうとするヒロインの複雑な心の内を歌った曲である。1977年の大ヒット曲となり、新人歌手であった狩人を一躍スターの座に押し上げた。シングル売上は累計80万枚（オリコンの集計では約50万枚）。
都倉俊一が司会を務め狩人がレギュラー出演した音楽番組『レッツゴーヤング』では「ヤングヒットソング」として1977年4月から流され、曲の宣伝に大きな役割を果たした。
曲の前半部分はしっとりとした曲調であるが、サビの部分ではそれとは正反対の曲調となっている。これが、「より効果的に、女心のアヤを際立たせ」ることとなり、多くの人々の心を捉えたのである。
歌詞中にある信濃路の具体的場所について2022年12月31日放送「あの名曲のこの歌詞ってどこなの旅」（テレビ朝日）では、作詞の竜真知子から直筆文書で「（松本から）大糸線で青木湖方面に向うイメージです」と回答されていた。
1995年1月25日、若草恵の編曲・狩人の歌により、ニュー・ヴァージョンとして新たにリリースされた。

## 『あずさ2号』と狩人
『あずさ2号』の大ヒットで、この曲は、狩人の代名詞のような存在となった。しかし、この曲のインパクトがあまりにも強すぎて、他の曲が売れなくなるという結果を招き、狩人も一時期、この歌を歌うのにためらいを覚えたことがあったという。だが、いつしか「代名詞というべき曲があることは、素晴らしいことではないか」と思うようになり、以前と同様にこの曲を積極的に歌うようになった。
なお、2003年に狩人の所属事務所として「有限会社あずさ2号」が設立された（その後2006年に「株式会社夢グループ」に社名を変更している）。この会社では咽喉に良いとして、「あずさ2号」なるサプリメントを販売していた。

## 収録曲
- 両楽曲共に、作詞：竜真知子／作曲・編曲：都倉俊一

1. あずさ2号（4分57秒）
2. 季節が変わる前に（4分44秒）

## 列車との関連性
この曲の発表当時、日本国有鉄道（国鉄）在来線の列車愛称の号数は上り・下り列車それぞれに1号から付番されており、この歌で歌われているのは「旅に出ます（中略）信濃路へ」の歌詞からもわかる通り、下り列車の「あずさ2号」である。下りの「あずさ1号」は季節運行だったため、新宿駅発で毎日運行される中央本線下り特急の一番列車は「あずさ2号」だった。
しかし、楽曲発表から1年半後の1978年10月2日のダイヤ改正（ゴーサントオ）に際し、号数の付番が現在と同様の下り列車は奇数、上り列車は偶数に変更されたため、この歌詞に相当する列車は「あずさ3号」になった。なお、「2号」は甲府駅7時35分発の上り列車に使用された。

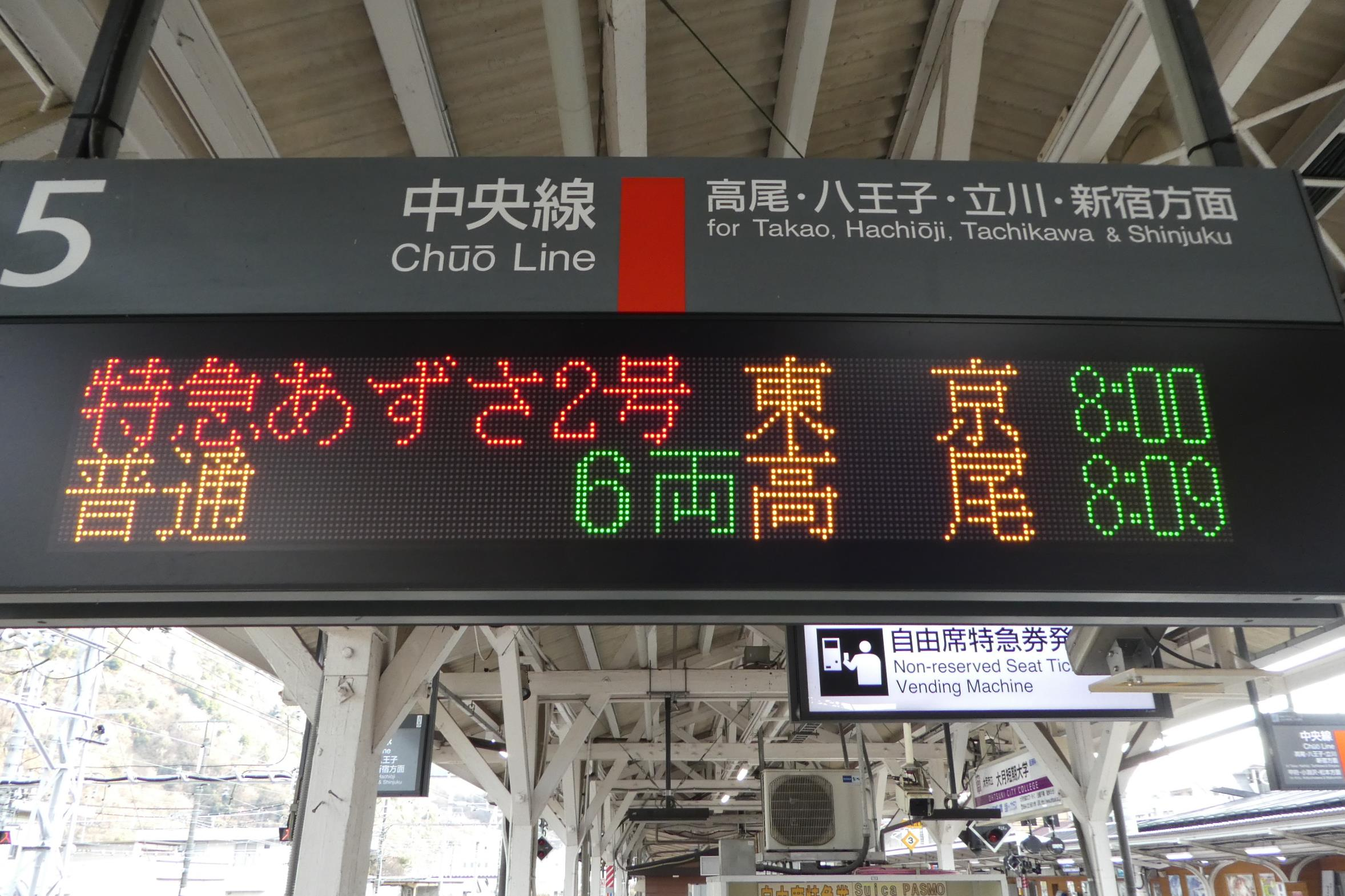
大月駅の発車標に表示されている8:00発の特急あずさ2号（上り）。2016年3月 - 2019年3月の間のみ存在していた。2017年撮影。

その後、2004年3月13日のダイヤ改正で、松本始発の上り一番列車として定期列車の「あずさ2号」が復活。さらに2016年3月26日のダイヤ改正では、平日限定で大月駅を「8時ちょうど（8時0分）」に発車するあずさ2号が復活した（休日ダイヤでは7時59分発）。しかし、2019年3月16日のダイヤ改正より同列車は大月駅通過とされたため、3年で消滅した。また2020年3月14日のダイヤ改正で、同じ区間を走る特急「かいじ」と号数の付番が統合されることになり、2号は「かいじ」に付番されたため、定期列車の「あずさ2号」そのものが消滅した。なおこのダイヤ改正時点において、新宿駅8時0分発の中央本線下り特急は「あずさ5号」となっている。

### 「懐かしの特急あずさ2号」
2002年2月2日、下りの「懐かしの特急あずさ2号」が新宿駅 - 松本駅間（辰野経由）でリバイバル運転された。これは日付に曲のタイトルである「2」が並んだことと、長年同列車に使用されてきた183・189系の「あずさ」での営業運転終了が迫ったことを記念した特別列車であった。現在は本来であれば下り列車に偶数の号数は付番されないが、この列車については列車名そのものを「あずさ2号」とすることで運転が実現したものである。
車両は往時を偲んで183・189系が使用され、先頭車前面のヘッドマークは通常のイラスト入りのものではなく、1977年当時の文字だけが標記されたものが掲出された。
この列車の出発式のメインゲストは狩人が務めた。ただし、曲のサビの部分で歌われる「8時ちょうど（8時0分）」は、かつての下り「あずさ2号」に相当する定期特急「スーパーあずさ3号」が出発する時刻だったため、2分遅れの8時2分発とされた。

### 当時の時刻表
狩人の『あずさ2号』が発売された当時のあずさ2号の時刻表（平日）を記載する。表中の「レ」は通過駅を示す。
| 時期     | 1977年    |
| 使用車種 | 183系     |
| 列車番号 | 3M        |
| 列車種別 | 特急電    |
| 列車名   | あずさ2号 |
| -------- | --------- |
| 新宿     | 08:00     |
| 八王子   | 08:38     |
| 大月     | レ        |
| 甲府     | 09:51     |
| 茅野     | 10:41     |
| 上諏訪   | 10:49     |
| 辰野     | 11:09     |
| 塩尻     | 11:33     |
| 松本     | 11:46     |
| 信濃大町 | 12:24     |
| 白馬     | 12:51     |

終着駅及び臨時区間は到着時刻、その他の駅は発車時刻。
新宿 - 塩尻間：中央本線　塩尻 - 松本間：篠ノ井線　松本 - 白馬間：大糸線
レ：通過

また前述したが、当時は上下関係なく1号・2号・3号の順番に号数が割り振られていたため、上りにも「あずさ2号」が存在し、その上り列車もまた、始発の松本駅発が「8時ちょうどのあずさ2号」であった。

## アンサーソング
鉄道ソングで知られるSUPER BELL"Zが、アンサーソングとして『かいじ101号』という歌を作っており、また、同曲がシングルカットされた折に、この曲のカバー版を収めている（下記参照）。なお、同シングルのジャケットもあずさ2号のパロディとなっている。

## カバーしたアーティスト
- 舟木一夫 - アルバム『心に泌みた流行歌（はやりうた）-35th』に収録。（1997年）
- 360°（サブロク） - 2002年11月発売のマキシシングル『落日』のカップリング曲。
- テツandトモ - 2003年6月18日発売のアルバム「『マンボ大漁節』ってなんでだろう」で彼らのバージョンが収録されている。
- 水森かおり - アルバム『歌謡紀行 III ～釧路湿原～』に収録。（2004年）
- SUPER BELL"Z - 前述の『かいじ101号』がシングル化される際に、カップリングとして収録。2005年10月のライブでは、「『あずさ2号』に乗り遅れて、仕方なく『かいじ』号に乗る」という設定で両曲を掛け合わせたMixも披露された。
- 島田敏 - テレビ朝日系のアニメ番組『美少女戦士セーラームーンS』第99話「男の優しさ! 雄一郎レイに失恋?」で、火野レイにふられた（と思い込んだ）熊田雄一郎の心情を表す曲として、挿入歌に使用された。CDシングルは未発売。
- たかはし智秋・今井麻美 - ラジオ大阪『THE IDOLM@STER RADIO』の1コーナー「歌姫楽園selection」にて、ナムコ（後のバンダイナムコゲームス）のアーケードゲーム『THE IDOLM@STER』でたかはし智秋が演ずる「三浦あずさ」にちなんで披露され、2008年6月発売のアルバム『THE IDOLM@STER RADIO COLORFUL MEMORIES』にも収録された。
- 峠恵子 - BS朝日『鉄道・絶景の旅』のエンディングテーマとして。
- 野口五郎 feat.布施明 - アルバム『GORO Prize Years, Prize Songs ～五郎と生きた昭和の歌たち～』に収録。（2010年）
- 朝倉さや - 2014年8月15日に配信した山形弁（村山弁）カヴァーアルバム『方言革命』で発表。同年10月3日には同名のCDアルバムが発売された。
- はやぶさ - アルバム『歌謡カヴァーソングス2』に収録（2019年）。
- 柴田淳 - アルバム『おはこ』に収録。（2019年）
- クルミ（声：久野美咲） - テレビアニメ『リコリス・リコイル』BD / DVD第2巻特典CDに収録（2022年）。
- 錦織一清 - 2023年4月26日発売のアルバム『歌謡Style Collection』に収録。植草克秀とデュエットしている。

## その他
- この曲のヒット当時、狩人の二人はそれぞれ女性用の7号と9号のパンツをはいていたとのこと[10]。
- 1987年4月公開の映画『アイドルを探せ』（松竹配給）で菊池桃子・伊藤かずえ・武田久美子がこの曲を歌っているシーンがある（主に歌っているのは伊藤で、菊池・武田は後から歌っている）。
- 1994年に、木根尚登がFENCE OF DEFENSEのライブにゲスト出演した際にこの曲を歌った。そのとき、イーグルスの「ホテル・カリフォルニア」のイントロを演奏し、歌から「あずさ2号」に入るという演出がなされた。
- 1997年に富士写真フイルム（後の富士フイルム）のレンズ付きフィルム「写ルンです」のCMソングとして使用された[11][12]。
- 1986年8月からフジテレビ系のバラエティ番組『オレたちひょうきん族』の「ひょうきんベストテン」コーナーにて、西川のりおとぼんちおさむが狩人に扮して「あずさ2号」を歌うというパロディキャラが登場し、注目を集めた[13]。しかし、多くの鉄道ファンから抗議が殺到したばかりか、「あずさ」号を管理していた当時の国鉄長野鉄道管理局からもクレームが入ったこともあり、間もなくしてそのパロディキャラは放送中止となる[要出典]。また、これにちなんで狩人に同番組への出演依頼があったものの、狩人自身も即座にこれを拒否していた[要出典]。ただし、その後もことあるごとに同様のネタが披露されていることから完全に"封印"されているわけではない（例としては2015年の『さんまのまんま』新春特番[14][15]など）。
- 日本テレビ系のドラマ『演歌の女王』では列車に乗る際に、大河内ひまわり（天海祐希）・萩本次郎（段田安則）が、この曲を歌った。
- 通信カラオケシステムでは列車テーマの映像が用意されることが多い。DAMでは183・189系時代の「あずさ」の映像が映し出される場合があり、同映像では「あずさ」の特急券も登場するが、「あずさ5号」と印字されている。その他の機種では別の列車が登場することが多い[要出典]。
- 2007年12月に一旦解散した狩人だったが、5年後の2012年に再結成を発表。同年8月のNHK総合「思い出のメロディー」で二人揃って同曲を歌唱した。